# Samhain (gruppo musicale)
I Samhain sono stati un gruppo musicale horror punk formato dal cantante Glenn Danzig nel 1983. Il gruppo si evolse poi nel 1987 nei Danzig.

## Formazione
- Glenn Danzig: fondatore; voce/chitarra/tastiere/batteria ed autore dei brani
- Brian Baker: fondatore, ex-Minor Threat
- Lyle Preslar: fondatore, ex-Minor Threat; chitarra in quattro canzoni in Initium
- Al Pike: ex-Reagan Youth; basso in Archangel su Initium.
- Steve Zing: fondatore; batteria in Initium e Unholy Passion, anche basso nel tour 1999
- Eerie Von: basso, voce secondaria
- Pete "Damien" Marshall: chitarra in Unholy Passion e November-Coming-Fire
- London May: batteria in November-Coming-Fire, anche basso nel tour 1999; ex-Reptile House.
- Todd Youth: chitarra nel tour 1999
- John Christ: chitarra nel Lato A di Final Descent e nelle sessioni di Samhain Grim
- Chuck Biscuits: batteria in Death... In Its Arms su Final Descent

## Discografia
Album in studio

- 1984 - Initium
- 1986 - November-Coming-Fire
- 1990 - Final Descent

EP
- 1985 - Unholy Passion EP

Raccolte
- 2000 - Box Set
- 2001 - Samhain Live '85-'86